# Джаганнатхпур
Джаганна́тхпур (бенг. জগন্নাথপুর, англ. Jagannathpur) — город и муниципалитет на северо-востоке Бангладеш, административный центр одноимённого подокруга. Муниципалитет был основан в 1999  году. По данным переписи 2001 года, в городе проживало 34 563 человека, из которых мужчины составляли 52,67 %, женщины — соответственно 47,33 %. Уровень грамотности взрослого населения составлял 45,8 % (при среднем по Бангладеш показателе 43,1 %). 